# Голтяков, Никита Васильевич
Никита Васильевич Голтяков (Гольтеков) (1792—1830) — русский писатель, автор исторических сочинений, переводчик.

## Биография
Сын тульского купца. Родился в 1792 году; также есть указание на 1793 год. В изданной в 1804 году книге «Подарок моему родителю в день его ангела…» указывается, что автору её — 12 лет.
Получив домашнее образование, в 1806 году был зачислен казённокоштным учащимся в университетскую гимназию, откуда перешёл в университет и в 1817 году окончил факультет словесных наук Московского университета со степенью кандидата. В студенческие годы был активным сотрудником журнала «Друг юношества», в котором публиковались его стихотворные произведения: «Ода на разрушение Иерусалима» (1808), «Ода на заключение мира между Россией и Швецией…» (1809). Его магистерская диссертация: «Что такое изящная nрирода и какие nредметы… могут быть nричислены к изящным вообще?» (1820).
Работал учителем в московских учебных заведениях. Был сотрудником «Вестника Европы». Вместе с И. М. Снегирёвым подготовил издание книги «Письма о Крыме, об Одессе и Азовском море» (1810), представлявшее собой анонимный сокращённый перевод исторического очерка Северного Причерноморья, выпущенного в эпистолярной форме в Лондоне в 1802 году шотландским медиком Мэтью Гатри и приписанного его покойной жене. Издал «Переписку Марии Стуарт, нещастной королевы шотландской; с Елисаветою, королевою великобританскою и другими знатными особами» (Москва : в тип. у А. Решетникова, 1809), «Характер Наполеона…» (Ч. 1-2. — Москва : В типографии Н.С. Всеволожскаго, 1814) и др. В книге «Характер Наполеона, или Дух и свойства Наполеона Бонапарте и всех его сродственников и сообщников и проч. Сочинение, взятое из секретных французских записок», вольно интерпретируя исторические и биографические факты, выразил своё непримиримо враждебное отношение к личности Наполеона. Это подчеркивают даже названиях глав: «Наполеон гнуснейший лицемер и обманщик…», «Наполеон развратен», «Бонапарте грабитель государств и народов».
Был награждён орденом Св. Анны 3-й степени в 1824 году. В 1825 году был внесён в III-ю часть родословной книги дворянства Московской губернии.
Умер 3 (15) октября 1830 года.